# Elia Meschack
Elia Meschack (Kinsasa, 9 de agosto de 1997) es un futbolista congoleño. Juega de delantero en el B. S. C. Young Boys de la Superliga de Suiza.

## Trayectoria
En julio de 2019 se anunció que Elia ficharía por el R. S. C. Anderlecht de la Primera División de Bélgica. Sin embargo, se develó que había falsificado su documentación para figurar con una edad menor a la que tenía, lo que derivó en que fuese suspendido por la FIFA por un año.

## Selección nacional

### Participaciones en torneos internacionales
| Torneo                                  | Sede            | Resultado        |
| --------------------------------------- | --------------- | ---------------- |
| Campeonato Africano de Naciones de 2016 | Ruanda          | Campeón          |
| Copa Africana de Naciones 2019          | Egipto          | Octavos de final |
| Copa Africana de Naciones 2023          | Costa de Marfil | Cuarto puesto    |

## Palmarés

### Títulos nacionales
| Título             | Club                | País                            | Año  |
| ------------------ | ------------------- | ------------------------------- | ---- |
| Linafoot           | T. P. Mazembe       | República Democrática del Congo | 2016 |
| Linafoot           | T. P. Mazembe       | República Democrática del Congo | 2017 |
| Linafoot           | T. P. Mazembe       | República Democrática del Congo | 2019 |
| Superliga de Suiza | B. S. C. Young Boys | Suiza                           | 2020 |
| Copa de Suiza      | B. S. C. Young Boys | Suiza                           | 2020 |
| Superliga de Suiza | B. S. C. Young Boys | Suiza                           | 2021 |
| Superliga de Suiza | B. S. C. Young Boys | Suiza                           | 2023 |
| Copa de Suiza      | B. S. C. Young Boys | Suiza                           | 2023 |
| Superliga de Suiza | B. S. C. Young Boys | Suiza                           | 2024 |

### Títulos internacionales
| Título                          | Club (*)                        | País                            | Año  |
| ------------------------------- | ------------------------------- | ------------------------------- | ---- |
| Campeonato Africano de Naciones | República Democrática del Congo | Ruanda                          | 2016 |
| Supercopa de la CAF             | T. P. Mazembe                   | República Democrática del Congo | 2016 |
| Copa Confederación de la CAF    | T. P. Mazembe                   | República Democrática del Congo | 2016 |
| Copa Confederación de la CAF    | T. P. Mazembe                   | Sudáfrica                       | 2017 |

(*) Incluyendo la selección.

### Distinciones individuales
| Distinción                                        | Año  |
| ------------------------------------------------- | ---- |
| Goleador del Campeonato Africano de Naciones      | 2016 |
| Mejor jugador del Campeonato Africano de Naciones | 2016 |